# Inconquistable corazón
Inconquistable corazón fue una telenovela argentina emitida en 1994 y 1995 por Canal 9 Libertad) protagonizada por Pablo Rago y Paola Krum.

## Guion
La telenovela fue dirigida por Martín Clutet, los autores son Víctor Agu y León Benard del libro original de Alberto Migré, uno de los autores más prolíficos del género en la década de 1950, 1960, 1970, 1980 y 1990 (Cuando vuelvas a mí, Rolando Rivas, taxista, Piel naranja, El hombre que amo, Ella contra mí, Sin marido, Una voz en el teléfono).

## Cortina musical
- Apertura de "Inconquistable corazón" en Youtube

## Elenco
- Pablo Rago es Gonzalo Guiñazú.
- Paola Krum es Mónica Sandoval.
- Pablo Echarri es Charly.
- Natalia Oreiro es Victoria / Natalia.
- Eleonora Wexler es Zamira.
- Melina Petriella es Jimena.
- Beatriz Día Quiroga es Carmen Ibáñez.
- Héctor Calori
- Juan Vitali
- Gustavo Ferrari
- Rafael Carret
- Horacio Denner
- María Fiorentino
- Marcela López Rey
- Gerardo Peyrano
- Matías Santoiani
- Beatriz Taibo
- Elizabeth Killian
- Rubén Ballester
- Karina Buzeki
- Ricardo Marín
- Silvestre
- René Bertrand
- Mariana Alonso
- Ximena Fassi
- Facundo Bebán
- Mariu Bovcon
- Carlos Girini
- Gustavo Fabbi
- Irma Ferrasi
- Lorena Bianchet
- Iván Campodónico